# Chris Scheuer

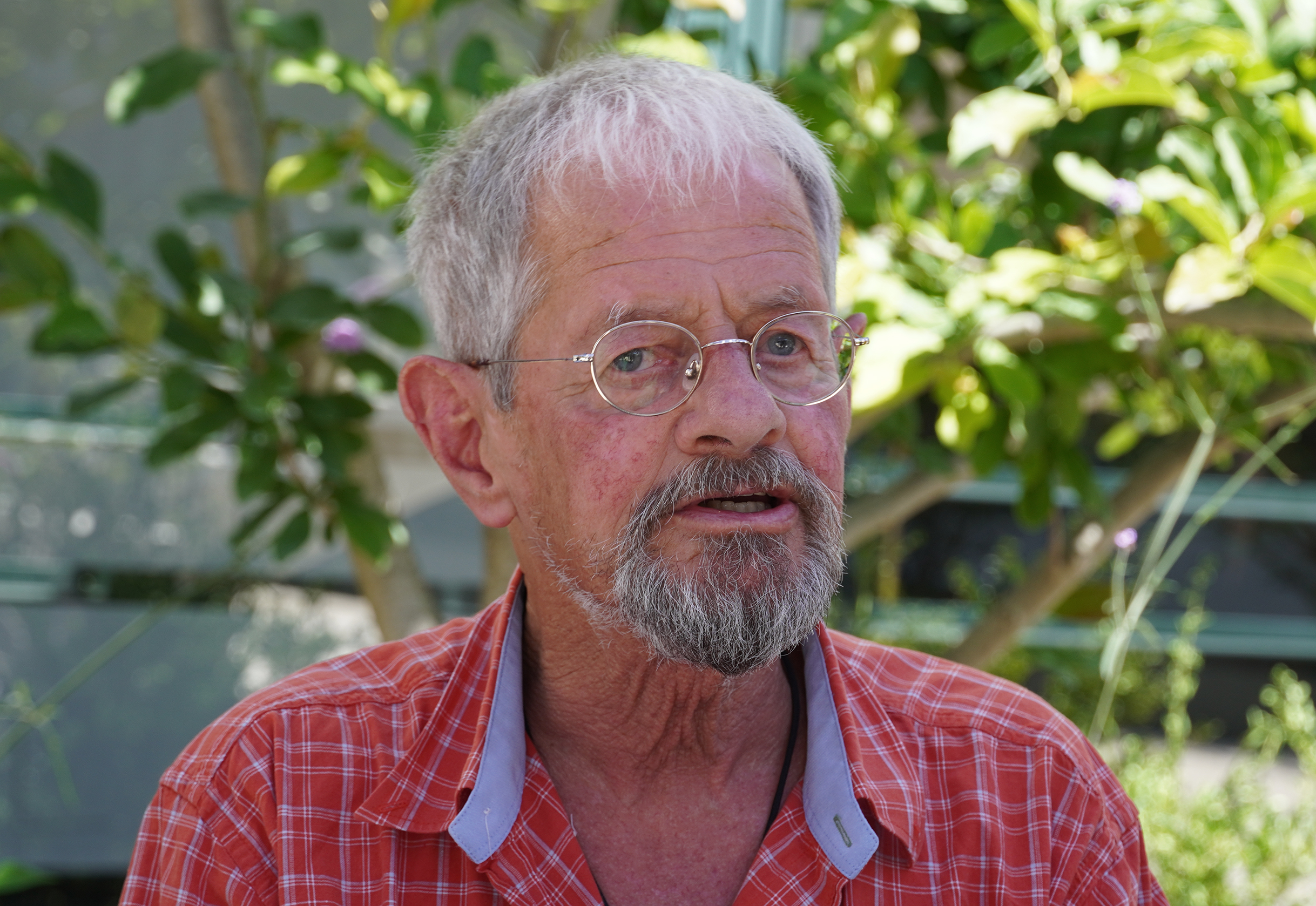
Chris Scheuer auf dem Comicfestival München 2025

Chris Scheuer (* 19. September 1952 in Graz) ist ein österreichischer Comiczeichner.

## Leben und Werk
Scheuer, Sohn eines Restaurators, veröffentlichte im Jahre 1982 seine ersten Comics in der Zeitschrift Schwermetall, später erfolgten diverse Arbeiten für die Zeitschrift Comic Forum. Der zusammen mit Rodolphe erstellte Comic Marie Jade entstand für das französische Magazin Charlie Mensuel. Weitere Arbeiten von Scheuer sind die Serien Sir Ballantine (Text: Wolfgang Mendl), erschienen als Fortsetzungsroman im kurzlebigen Comicmagazin Moxxito (Carlsen Verlag) sowie später bei Carlsen als Album, und Morgana. In den Jahren 2019/20 erschienen die drei Bände Reiche Ernte (Panini Verlag), die Adaptionen der Kurzgeschichten von Matthias Bauer enthalten.
Scheuer erhielt 1984 – im Jahr der ersten Preisverleihung – den Max-und-Moritz-Preis in der Kategorie Bester deutschsprachiger Comic-Künstler.